# 松田十刻
松田 十刻（まつだ じゅっこく、jukkoku matsuda、1955年2月19日 - ）は、日本の作家。岩手県盛岡市出身。本名は高橋 文彦（たかはし ふみひこ）。

## 人物
立教大学文学部卒業。盛岡タイムス、岩手日日記者、編集者、産経新聞盛岡支局リポーターなどを経て作家となる。
ペンネームの名付け親は島田荘司

## 主な著書一覧
- チャップリン謀殺計画（1998年、原書房、第2回新潮ミステリー倶楽部賞最終候補）
- ダッハウへの道（1999年、NHK出版）
- ダビデの星（2001年、徳間書店）
- 紫電改 三四三航空隊本土防空奮戦記（2002年、幻冬舎）
- 山口多聞 ミッドウェー海戦の闘将（2002年、学研M文庫）
- 東条英機 大日本帝国に殉じた男（2002年、PHP研究所）
- 沖田総司 新選組きっての天才剣士（2003年、PHP研究所）
- 武士 ラストサムライたちの生と死（2004年、光人社）
- 啄木と賢治の酒（2004年、熊谷印刷出版部、共著）
- 乃木希典 「廉潔・有情」に生きた最後の武人（2005年、PHP研究所）
- 日本海海戦 その時、山本五十六と米内光政は？（2005年、光人社）
- 海軍一軍人の生涯 最後の海軍大臣米内光政（2006年、光人社ＮＦ文庫）
- 東郷平八郎と秋山真之（2008年、PHP研究所）
- 撃墜王坂井三郎 零戦に託したサムライ魂（2008年、PHP研究所）
- 龍馬のピストル（2008年、PHP研究所）
- 斎藤實伝 「二・二六事件」で暗殺された提督の真実（2008年、元就出版社）
- 角田覚治 「見敵必戦」を貫いた闘将（2009年、PHP研究所）
- 26年2か月 啄木の生涯（2009年、盛岡出版コミュニティー）
- 山本五十六と米内光政の日本海海戦 若き提督が戦った日露戦争（2009年、光人社ＮＦ文庫）
- チャップリン謀殺指令（2010年、新人物往来社）
- 遥かなるカマイシ（2010年、盛岡出版コミュニティー）
- 紫電改よ、永遠なれ 祖国防衛に散った若者たち（2010年、新人物往来社）
- 山口多聞 空母「飛龍」と運命を共にした不屈の名指揮官（2010年、光人社）
- めん都もりおか もりおか暮らし物語読本（2010年、盛岡出版コミュニティー）
- 古都・平泉―歴史探訪―黄金文化の謎を追う（2011年、岩手日日新聞社）
- ホタテの神さま―千葉繁　この海に未来を託して（2013年、盛岡出版コミュニティー）
- 原敬の180日間世界一周（2014年、盛岡出版コミュニティー）
- 山口多聞空母「飛龍」と運命を共にした不屈の名指揮官（2015年、光人社ＮＦ文庫）
- 革新 挑戦 ― 中小小売商の灯を消すな　江釣子ＳＣ「パル」理事長、髙橋祥元という生き方（2015年、盛岡出版コミュニティー）
- 再刊　26年2か月　啄木の生涯（2016年、盛岡出版コミュニティー）
- 清心尼　気高く清廉に生きた女大名（2017年7月、盛岡タイムス）
- 提督斎藤實「二・二六」に死す―昭和天皇が愛した軍人政治家の生涯（2020年、光人社ＮＦ文庫）

### 高橋文彦名義
- 颯爽と清廉に 原敬 上下（1992年、原書房）
- 魂のイコン 山下りん（1995年、原書房）
- 岩手の宰相 秘話 原敬 斎藤実 米内光政（1997年、岩手日報社）
- 海軍一軍人の生涯 肝脳を国にささげ尽くした宰相の深淵（1998年、光人社）
- 惨殺 提督斎藤実「二・二六」に死す（1999年、光人社）
- 大信田康統は今日もせっせと生きている（1999年、熊谷印刷出版部）
- いわてのお寺さん 南部沿岸と遠野周辺（2006年、テレビ岩手）

### アンソロジー
- 岩手短編小説名作集（1995年、岩手日報出版部）
- 日本史有名人の苦節時代（2009年、新人物文庫）
- 歴史街道SELECT坂本龍馬（2010年、PHP研究所）
- 日本史誰も教えてくれなかった大事件の前夜（2010年、新人物文庫）
- 岩手もりおか中津川の旅（2010年、盛岡出版コミュニティー）
- 意外に知らないあの江戸大名の晩年と最期（2011年、新人物文庫）
- 12の贈り物 東日本大震災支援岩手県在住作家自選短編集（2011年、荒蝦夷）
- 日本史有名人の家族の物語（2011年、新人物文庫）
- 世界史有名人の晩年(2012年、新人物文庫)
- 日本史有名人男の生き方（2012年、新人物文庫）
- 零戦と大空のエースたち(2012年、PHP研究所)
- 明治・大正を生きた女101人（2014年、新人物文庫）
- あの日から 東日本大震災鎮魂　岩手県出身作家短編集（2015年、岩手日報社）
- 歴史人［完全保存版］零戦の真実（2015年、KKベストセラーズ）
- 「断乎反撃せよ！」知られざる戦記　語り継ぐべき日本人たち（2017年、PHP研究所）
- 日本推理作家協会70周年記念エッセイ　推理作家謎友録（2017年、角川文庫）
- 太平洋戦争の名将たち（2020年、PHP新書）
- 日本陸海軍、失敗の研究（2021年、PHP新書）
- 日米開戦の真因と誤算（2021年、PHP新書）

## 参考（外部リンク）
- 十刻通信